# Burg Ermengerst
Die Burg Ermengerst ist eine abgegangene Höhenburg auf 850 m ü. NN etwa 850 Meter südsüdöstlich der Kirche des Ortsteils Ermengerst „am Hohen Egg“ der Gemeinde Wiggensbach im Landkreis Oberallgäu (Bayern).
1037 wurde die „Ermengerster Burg“ erstmals als Sitz eines Ministerialengeschlechts des Stifts Kempten erwähnt. Weiter soll die Burg Sitz Ermengerster Marschälle gewesen sein. 1288 wird ein „Ritter von Ermengerst“ mit der Einnahme der Feste Iberg genannt.
Von der ehemaligen Burganlage sind keine Reste erhalten.